# Edifício Altino Arantes

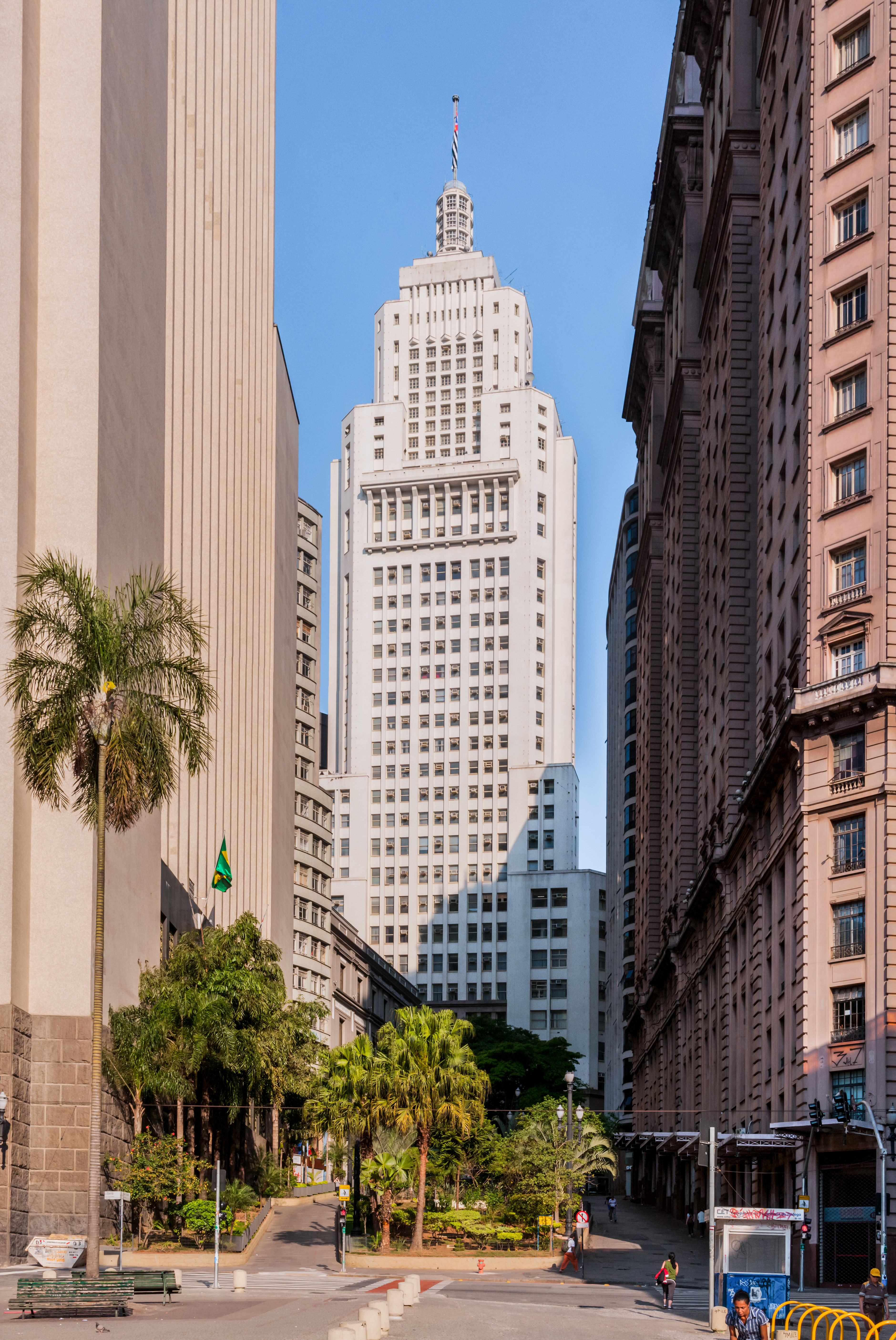
Edifício Altino Arantes

Edifício Altino Arantes este un zgârie-nori construit în orașul São Paulo, Brazilia. Are o înălțime de 161 m (528 ft). A fost dat în folosință în anul 1947.